# جف ولامینگ
جف ولامینگ (زاده ۱۹۵۹) نویسنده و تهیه‌کننده تلویزیونی آمریکایی بود، که در دهه‌های ۱۹۹۰، ۲۰۰۰ و ۲۰۱۰ روی سریال‌های گوناگونی فعالیت می‌نمود، برخی از آنان همانند فایل‌های ایکس، زنا: شاهزاده جنگجو، بتل استار گلاکتیکا، نوردهی شمال، سریال سینما مکس مطرود.

## زندگی‌نامه
ولامینگ از مینیاپولیس، مینه سوتا به لس آنجلس، کالیفرنیا مهاجرت نمود، جایی که به عنوان مدیر هنری تبلیغاتی مشغول فعالیت بود. در سال ۱۹۹۲، ولامینگ یک فیلمنامه آزاد را به سریال سی بی اس در شمال اکسپوسره به فروش گذاشت و بعدها در فصل سوم آن پخش گردیده شد و فصل بعد به گروه نویسندگی اضافه شد.
در سال ۱۹۹۴، ولامینگ به سریال علوم عجیب و غریب ایالات متحده مهاجرت کرد و در آنجا ۱۳ قسمت را رقیمه نمود که در بعضی از آنان جیک جوهانسن کمدین و بروس کمپبل، ستاره فیلم بی را، بازی کردند. همچنین در آن هنگام ولامینگ یک اپیزود برای سریال‌های راهرو و ماجراهای شهرستان بریسکو، رقیمه نمود.

### درگذشت
ولامینگ در تاریخ ۳۰ ژانویه ۲۰۲۳ بر اثر سرطان در سن ۶۳ سالگی درگذشت.